# Stormfront
Stormfront is een neonazistisch internetforum. Het is van origine Amerikaans, met servers in Florida, maar de website heeft ook anderstalige gedeelten voor onder andere Nederlanders en Vlamingen. Stormfront is in de jaren na 2000 intensief gebruikt als discussieforum door de NVU, de Nieuwe Nationale Partij en de Nationale Alliantie.

## Achtergrond
Stormfront is, naar eigen zeggen, een forum voor 'white nationalists', mensen die het 'blanke nationalisme' aanhangen. Het hoofddoel van deze ideologie is het stichten of behouden van een staat met een vrijwel volledig blanke bevolking, waarin de westerse cultuur centraal staat.
Wie op de site komt ziet een 'White Pride'-teken. Stormfront heeft ook internationale subfora voor Australische, Baltische, Britse, Canadese, Franse, Hongaarse, Ierse, Italiaanse, Kroatische, Portugese, Russische, Scandinavische, Servische, Spaanse en Zuid-Afrikaanse leden. Het Nederlands-Vlaamse subforum werd vooral bezocht door nationaalsocialisten en andere rechtsradicalen, waaronder voorheen aanhangers van de Nieuwe Nationale Partij (NNP), Nieuw Rechts (NR), Nationale Alliantie (NA) en de Nederlandse Volks-Unie (NVU) en andere organisaties die tot de nationale, rechts-radicale stromingen behoren.
Op het forum wordt onder meer discussie gevoerd over sociale problemen, politiek, nationalisme, nationaalsocialisme, de Dietse gedachte, vaderlandse geschiedenis, joden, immigratie, racisme, de vermeende superioriteit van het blanke ras ten opzichte van de niet-blanken, allochtonen, linkse activiteiten en (actueel) nieuws.
Het Nederlands-Vlaamse subforum werd in 2015 gesloten voor nieuwe berichten door de beheerders van het forum.

## Moderatie
Het Stormfront-forum wordt op een ongebruikelijke wijze gemodereerd. De berichten van nieuwe leden worden eerst beoordeeld op overeenkomstigheid met de ideologie van de blanke nationalisten. Na het posten van meer dan 12 goedgekeurde berichten, wordt de gebruiker in staat gesteld rechtstreeks te posten. Als het lid ongewenste berichten plaatst, wordt hij of zij, net als op andere gemodereerde forums, verbannen. Leden die er openlijk voor uitkomen dat ze homoseksueel zijn worden eveneens verbannen, hoewel uiteenlopende meningen over homoseksualiteit worden getolereerd. Volgens de moderators is dit noodzakelijk om vandalisme tegen te gaan, zoals het plaatsen van pornografische afbeeldingen en scheldpartijen.
Er is ook een plaats op het forum waar tegenstanders kunnen reageren (deze hoeven zich niet te registreren om te posten). De beheerders van het forum noemen dit deel "Opposing Views" oftewel "Tegengestelde Denkbeelden". Op het Stormfront Nederland & Vlaanderen subforum bestond de sectie "Het Hol van de Leeuw" wat bedoeld was voor berichten van tegenstanders en reacties daarop van overige forumleden. Hier moest men zich wel voor registreren. Ook deze berichten werden echter gecontroleerd op spam en kwaliteit waardoor niet alle nieuwe onderwerpen of berichten bleven staan.

## Onderzoek naar strafbaarheid
Op 16 augustus 2005 antwoordde minister Donner op Kamervragen dat het Nederlandse Openbaar Ministerie een onderzoek was begonnen naar haatspraak en andere strafbare uitingen op het forum. Kamerleden van de SGP en het CDA hadden verzocht om sluiting van de website, omdat er volgens hen ernstige antisemitische uitingen op voorkwamen.
Hoewel de website in de VS gehost wordt, waar het eerste amendement van de grondwet volledige vrijheid van meningsuiting garandeert (waardoor de Amerikaanse overheid niet mag ingrijpen), kan iemand in Nederland wel vervolgd worden voor strafbare uitspraken in het Nederlandse gedeelte van de website.
Na een onderzoek van vier jaar bracht justitie uiteindelijk een moderator en een lid van het forum voor de rechter. De moderator werd vrijgesproken omdat niet kon worden vastgesteld of hij de strafbare uitlatingen had gelezen, de berichtenplaatser werd conform de eis veroordeeld tot een werkstraf van 120 uur.